# Магадеєво (Бурзянський район)
Магаде́єво (рос. Магадеево, башк. Мәһәҙей) — присілок у складі Бурзянського району Башкортостану, Росія. Входить до складу Байназаровської сільської ради.
Населення — 319 осіб (2010; 335 в 2002).
Національний склад:
- башкири — 99%